# Antonio Meucci
Antonio Santi Giuseppe Meucci (Firenze, 13 aprile 1808 – New York, 18 ottobre 1889) è stato un inventore e imprenditore italiano, celebre per lo sviluppo di un dispositivo di comunicazione vocale a distanza, che egli chiamò «telettrofono» e che diverse fonti accreditano come il primo telefono.
Oltre all'invenzione del telettrofono, Meucci propose varie innovazioni tra cui le candele steariche, oli per vernici e pitture, bevande frizzanti, condimenti per pasta e riso e una tecnica per ottenere pasta cellulosica di buona qualità.

## Biografia

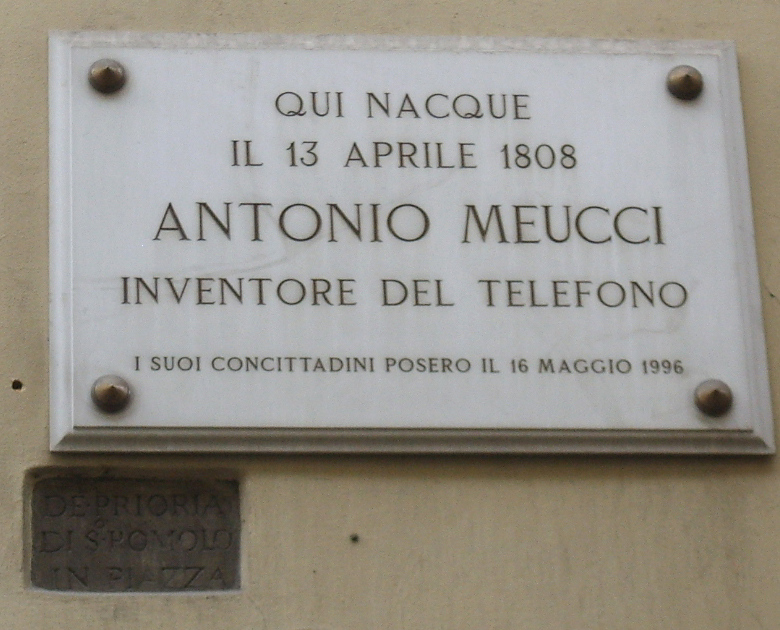
La targa commemorativa posta nella casa di Meucci, in via de' Serragli a Firenze

### La vita a Firenze
Antonio Meucci nasce a Firenze, nel popoloso quartiere di Borgo San Frediano, cura di Cestello, in Via Chiara n. 475 (oggi Via de' Serragli n. 44), alle cinque del mattino di mercoledì 13 aprile 1808. Era il primogenito del trentaduenne Amadigi di Giuseppe Meucci (1776-1864), e della ventiduenne Maria Domenica di Luigi Pepi (1786-1862). Suo bisnonno era stato il pittore Vincenzo Meucci. Il giorno dopo, il neonato, primo di 9 figli, ricevette il battesimo al Battistero di S. Giovanni.
Il 27 novembre 1822, all'età di quattordici anni e mezzo, Antonio Meucci fu ammesso all'Accademia di Belle Arti, alla scuola di Elementi di Disegno di Figura, dove studiò per sei anni oltre alle materie base, la chimica e la meccanica (che comprendeva tutta la fisica allora conosciuta, compresa acustica ed elettrologia), introdotte nell'Accademia durante l'occupazione francese.

All'età di 15 anni trova il suo primo impiego, grazie al padre Giuseppe che, essendo custode di presidenza del Buon Governo, si rivolse ai suoi superiori per far concedere un posto al figlio permettendo così di far fronte alle numerose spese della famiglia. Il 3 ottobre 1823 il capo delle guarnigioni preposte alle porte di Firenze ricevette la seguente comunicazione:
La prevengo che in rimpiazzo dei due vacanti posti di Portiere soprannumero, sono stati nominati Luigi Ficini e Antonio Meucci, con gli obblighi e condizioni annessi al determinato posto. Ella ne farà occorrenti partecipazioni.»
Il 12 maggio 1824, dopo aver fatto domanda per ricoprire il posto di aiuto portiere su consiglio del padre e aver aspettato 7 mesi circa, Antonio fu destinato alla Porta di S. Niccolò.

#### Il carcere
Un anno dopo la promozione ad aiuto portiere, ai primi di aprile del 1825 Antonio trovò un lavoro extra per la preparazione e il lancio dei fuochi d'artificio, presso l'impresario Girolamo Trentini, per festeggiare il parto imminente della Granduchessa Maria Carolina di Sassonia. Tutto andò bene per le prime due serate, ma la terza, il 4 aprile 1825, ci fu un incidente in seguito al quale risultarono ferite 8 persone. I risultati dell'inchiesta mandarono Antonio Meucci, Giuseppe Franci e Vincenzo Andreini alla Ruota Criminale, che concesse loro il beneficio del dubbio. Ma il 4 giugno dello stesso anno Antonio fu incarcerato in seguito alla caduta accidentale in un fosso del collega Luigi Ficini, che si fratturò una gamba. Fu accertata la negligenza di Meucci, che aveva dimenticato di inchiodare la porta che stava davanti al fosso. L'incidente con i fuochi non aiutò l'esito della condanna, che prevedeva una durata di otto giorni, di cui i primi tre a pane e acqua. Grazie al padre che scrisse una lettera di supplica al Buon Governo, Antonio fu scarcerato tre giorni prima del previsto.
All'inizio del 1826 si fece trasferire alla Porta di S. Gallo, più vicina a casa, ma il 2 maggio 1829 fu nuovamente incarcerato, per essersi invaghito della figlia del trattore che corrispondeva apertamente, ma che aveva rifiutato più di una volta altri giovani, tra cui Gaetano del Nibbio, anche lui portiere alla Porta di S. Gallo. Essendo una certa Teresa Paoletti gelosa di questa relazione, del Nibbio ne approfittò per infierire su Antonio provocandolo con insulti feroci, facendogli piantare in asso il servizio. Nibbio poté accusarlo di abbandono dal posto di lavoro, rivelando la tresca amorosa. Meucci fu quindi incarcerato dal 2 maggio 1829 al 1º giugno 1829 e sospeso dalla paga con condanna delle spese e con l'impossibilità di trattare con le donne coinvolte.
Fu poi imprigionato altre 2 volte, la prima per aver parlato con una delle donne per cui era stato imprigionato, e la seconda per essere arrivato in ritardo al lavoro. Il 13 luglio 1830 ottenne le dimissioni, ma successivamente tentò di farsi riassumere come aiuto portiere scrivendo una supplica al Buon Governo. Antonio si affiliò alla carboneria e prese parte ai moti dal 1831 al 1833, anno in cui trascorse tre mesi di galera insieme a Francesco Domenico Guerrazzi.
Secondo Carlo Lucarelli: "Aveva 23 anni quando, infervorato per i moti insurrezionali del '31 che stavano scuotendo l'Italia, strappò le foto del Granduca di Toscana Leopoldo II sotto gli occhi della polizia".

#### Il lavoro al Teatro della Pergola
Date le dimissioni, Meucci trovò lavoro per qualche serata in vari teatri tra cui il Teatro della Quarconia, l'Alfieri e il Goldoni. Dato che aveva già lavorato saltuariamente da ragazzo al Teatro della Pergola come aiutante degli attrezzisti, provò anche qui e il custode gli consigliò di tornare verso fine ottobre 1833 per incontrare l'impresario Alessandro Lanari e gli disse che il primo macchinista Artemio Canovetti cercava proprio una persona che avesse frequentato l'accademia e che si intendeva di meccanica. Infatti, il Teatro della Pergola era un prodigio della tecnica teatrale; inoltre dietro questo teatro agiva un gruppo di carbonari che teneva i contatti con Genova per appoggiare l'azione di Giuseppe Mazzini.
Nel luglio del 1834 Meucci era diventato, oltre che aiuto attrezzista, anche uomo di fiducia di Lanari, come provato da 4 lettere scambiate tra i due, conservate presso la Biblioteca Nazionale di Firenze. Il lavoro al Teatro della Pergola costituì per Antonio un'esperienza di altissima professionalità. In questo teatro si faceva un po' di tutto, dalla meccanica alla chimica, dall'ottica all'elettricità e in generale tutta la fisica, oltre alle arti figurative.
Fu proprio nel teatro che Antonio mise a frutto la preparazione tecnica ricevuta in Accademia. In un piccolo sgabuzzino assegnatogli impiantò il suo primo laboratorio; qui costruì un telefono acustico per comunicare tramite un'imboccatura dal piano del palcoscenico alla graticcia di manovra, posta a circa 18 metri di altezza, grazie a un tubo acustico che correva incassato nel muro.
Questa innovazione di Meucci apportata al teatro fu gradita a tutto il personale e particolarmente ai soffittisti, non tanto per il bisogno di trasmettere gli ordini in silenzio, quanto più per permettere di lavorare in sicurezza e con facilità.
Fu qui che conobbe Maria Matilde Ester Mochi, con cui si sposò il 7 agosto 1834 nella chiesa di S. Maria Novella. I due chiesero di essere dispensati dalle pubblicazioni del loro matrimonio, evitando in questo modo di svelare il domicilio di Antonio, dati i suoi problemi con la giustizia.

#### Verso Cuba
A quel tempo l'opera italiana era forse al culmine della celebrità in tutto il mondo e molti impresari stranieri venivano in Italia per scritturare le compagnie italiane. Don Francisco Marty y Torrens, impresario teatrale proveniente dall'Avana, pensò che avrebbe potuto mettere insieme una troupe in Italia, farla debuttare e recitare per un paio di stagioni al Teatro Principal, il più importante teatro dell'Avana, ed utilizzarla, successivamente, per dar prestigio al nuovo Gran Teatro de Tacón, quando ne fosse stata ultimata la costruzione.
Scritturò ben 81 persone, per i più svariati ruoli e ad ogni livello, con un contratto di 5 anni, tra cui Antonio Meucci e la moglie Ester. Ester sarebbe stata assunta come direttrice della sartoria del teatro e Antonio avrebbe assunto le funzioni di ingegnere, macchinista e disegnatore scenico. Inoltre avrebbero potuto alloggiare, a costruzione ultimata, in uno degli appartamenti che erano previsti nelle dipendenze del nuovo teatro. L'offerta fu accettata di buon grado dai coniugi Meucci, indotti ad abbandonare Firenze anche a causa dei problemi avuti con la giustizia e che, tra l'altro, non gli permisero di ottenere il passaporto, costringendoli quindi a lasciare il Granducato più o meno clandestinamente.
Don Francisco noleggiò un brigantino sardo denominato Coccodrillo al porto di Livorno omologato per il trasporto di merci, ma che poteva essere facilmente adattato al trasporto di passeggeri. Per quella nave il capitano non era tenuto a depositare la lista dei passeggeri alla capitaneria in quanto, formalmente, non avrebbe dovuto averne. Così dava notizia della partenza da Livorno della troupe di Don Francisco il Giornale di Commercio del Porto-Franco di Livorno del 7 ottobre 1835:
Come si può vedere, nessuna menzione degli 81 passeggeri; al contrario, così dava notizia dell'arrivo il giornale El Noticioso y Lucero dell'Avana, il 17 dicembre 1835:

### L'Avana

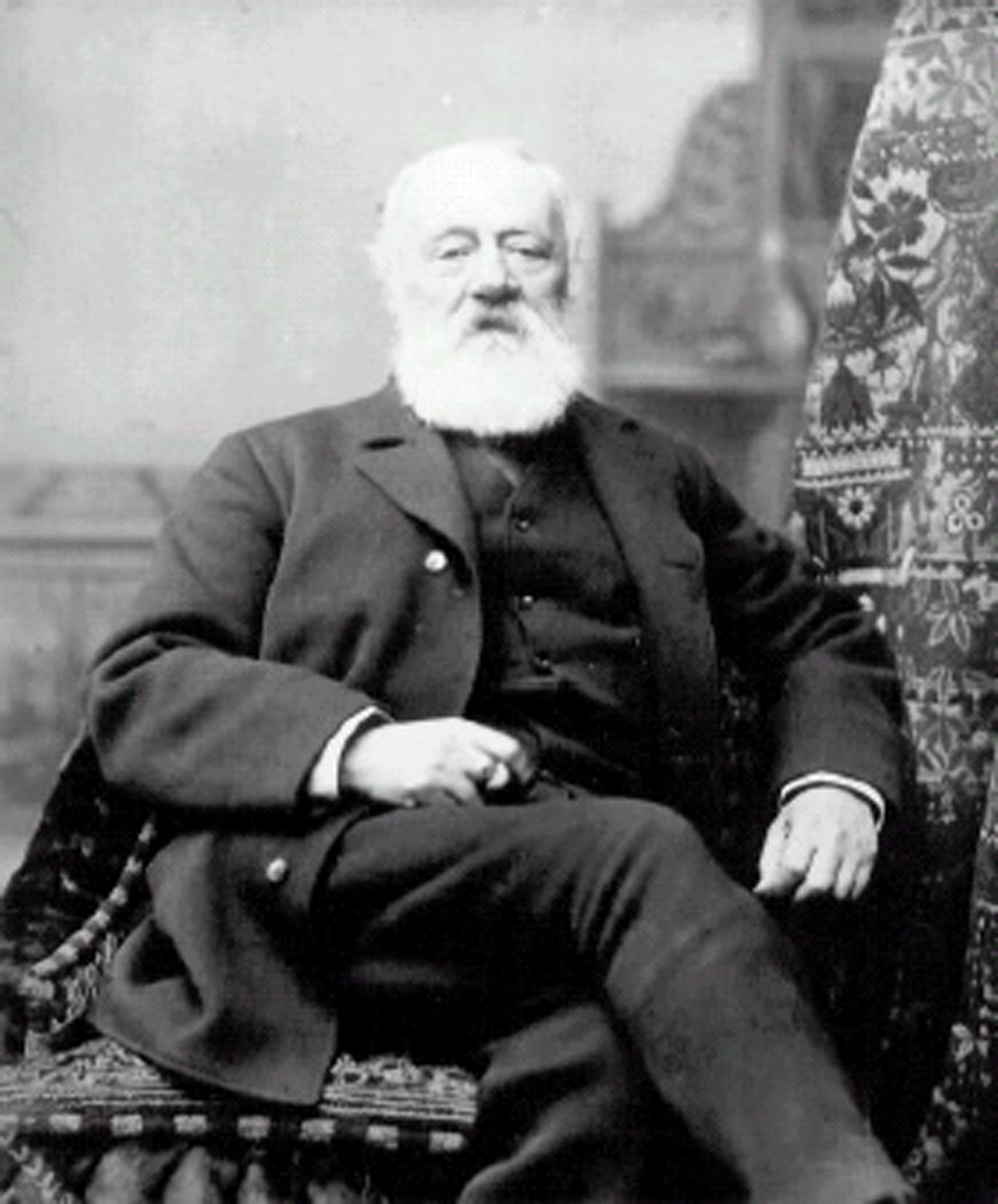
Antonio Meucci nel 1878

I quindici anni all'Avana furono per i coniugi Meucci i più felici e redditizi della loro vita. Il contratto era previsto per 5 anni rinnovabili ed era compreso, oltre al salario, anche l'alloggio e il personale di servizio gratuito. Qui Antonio ebbe modo di parlare con Don Manuel Pastor, ingegnere capo tecnico e meccanico e ispettore delle fortificazioni dell'isola.
Data la scarsa cultura nel settore della chimica, Pastor consultò Meucci sul problema dell'acqua in relazione agli inconvenienti che si stavano verificando al nuovissimo acquedotto Fernando VII, costruito sotto la sua direzione. L'intervento di Antonio mirò a risolvere i problemi relativi alla durezza dell'acqua e alla presenza di inquinanti vari che i filtri meccanici non riuscivano a trattenere. Il problema venne risolto con costanti analisi chimiche e successive aggiunte calibrate di sostanze adeguate come la soda.
Questo intervento lo portò ad avere un tale successo che, nel 1885, Domenico Mariani al processo Bell/Globe disse: udii da molti spagnuoli che egli era un grande inventore; aveva inventato i filtri dell'acqua.
Nella primavera del 1838, ultimati i locali della dipendenza del Gran Teatro, Antonio e la moglie vi si trasferirono. Qui Meucci aveva a disposizione un ampio laboratorio-officina per gli attrezzi ed il macchinario del teatro e Ester aveva a disposizione un ampio laboratorio di sartoria teatrale. Antonio era affascinato dalla chimica e una delle prime tecniche che provò fu la conservazione dei corpi defunti. Infatti, con lo sviluppo della navigazione oltre oceanica, la conservazione dei corpi dei defunti assunse una rilevanza commerciale notevole, soprattutto per l'esigenza di riportare in patria, in buono stato di conservazione, salme di persone decedute nel nuovo mondo. Si trattava dunque di un buon affare che, dati gli investimenti fatti nell'acquisto di costosi materiali e attrezzature, non andò a buon fine.
Agli inizi del 1842 Antonio si interessò alla lettura di alcuni libri che trattavano di galvanostegia, cioè della ricopertura elettrochimica, tramite apposite batterie, con oro o argento di oggetti di metalli meno pregiati come ferro, ottone o rame. Nell'ottobre del 1843, venne mandato dalla Spagna un nuovo governatore, Leopoldo O'Donnell, che per risparmiare tempo e denaro sulle forniture dell'esercito spagnolo, stipulò un contratto con Meucci della durata di circa 4 anni, per galvanizzare tutto ciò che veniva richiesto, compresi alcuni oggetti privati. Antonio Meucci fu il primo ad introdurre la galvanostegia in America.
La popolarità di Meucci all'Avana aumentò a tal punto che, il 16 dicembre 1844 gli fu dedicata una serata d'onore al Gran Teatro de Tacón, il quale, dopo un violento uragano e una breve riapertura, venne ristrutturato grazie alla direzione generale dei lavori affidata proprio ad Antonio Meucci. Egli introdusse un nuovo complesso di sipari e un nuovo sistema di ventilazione da lui concepito, installando anche una nuova macchina importata dagli Stati Uniti con la quale si poteva alzare e abbassare il palco in pochi minuti. Si dice anche che Antonio sia stato vicino agli insorti, aiutando con denaro la rivoluzione del 48'.

#### La trasmissione della voce

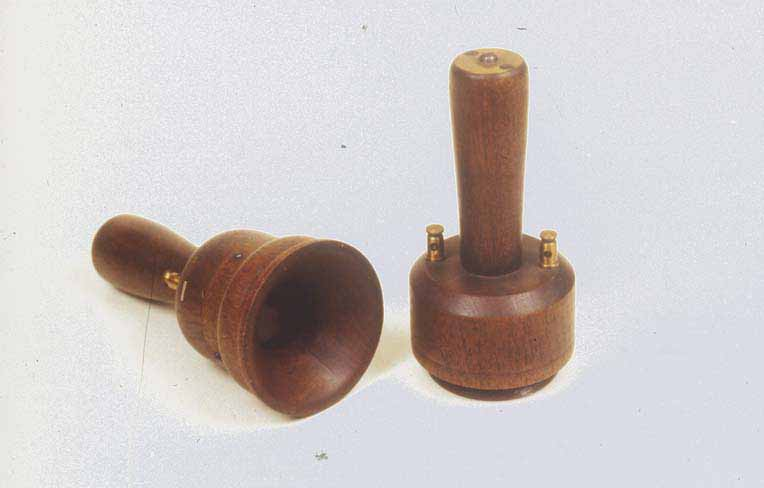
Telefono di Meucci

Fu nel corso di esperimenti di elettroterapia che Antonio Meucci scoprì, nel 1849, la trasmissione della voce per via elettrica, divenendo così, in assoluto, il primo pioniere del telefono elettrico della storia. Antonio diede subito al suo sistema il nome di "telegrafo parlante", ribattezzato successivamente telettrofono.
Essendo il teatro Tacón inattivo dal 1º febbraio 1848 ed essendo scaduto il contratto con O'Donnell, Antonio non aveva molto da fare, se si eccettua la galvanizzazione di oggetti per privati. Accadde che alcuni suoi amici medici, discutendo con lui dei sistemi terapeutici elettrici di Mesmer, sui quali Meucci si era documentato, gli chiesero di farne una verifica su alcuni pazienti, per lo più affetti da reumatismi.
Durante il processo Bell/Globe Antonio così ne riferì:
Meucci dichiarò inoltre, sempre durante il processo Bell/Globe, di aver effettuato il primo esperimento con tutte le 60 batterie e, dato che ogni batteria produceva circa 1,9 volt di tensione, si può concludere che la prima scarica arrivava a un totale di 114 volt, mentre nei successivi esperimenti dichiarò di aver ridotto il voltaggio al solo utilizzo di 4 o 6 pile, quindi un voltaggio compreso tra i 7,6 e 11,4 volt circa.
L'espressione mi misi lo stesso utensile al mio orecchio non deve intendersi, almeno per quella prima volta, al fatto che Meucci accostò deliberatamente il suo strumento all'orecchio, ma che udì provenire il grido dallo strumento accidentalmente vicino al suo orecchio, dato che tale strumento era tenuto nella mano sinistra in modo tale da poter spostare il morsetto tra le varie batterie permettendo così la regolazione di tensione necessaria ai fini terapeutici. Quindi, se Meucci non avesse seguito l'assurda prescrizione di Mesmer e di Bertholon di porsi in comunicazione elettrica con il paziente (molto probabilmente ai fini di regolare la tensione al voltaggio più opportuno), non avrebbe scoperto il suo telegrafo parlante.

### New York
Nel 1850 veniva a scadere il terzo rinnovo del contratto dei coniugi Meucci con Don Francisco, al quale, a sua volta, scadeva la concessione governativa per la gestione in esclusiva degli spettacoli teatrali all'Avana. Molti amici di Meucci gli consigliarono, specie dopo aver ascoltato il racconto degli esperimenti da lui eseguiti, di spostarsi verso New York, perché all'epoca non c'era miglior terreno per sfruttare il suo ingegno. Inoltre, vi era la concreta possibilità che il governatore fosse venuto a sapere dei soldi inviati a Garibaldi, cosa non molto preoccupante data la buona fama di Antonio, ma comunque da non sottovalutare.
Il 23 marzo 1850, tutti i componenti dell'Opera Italiana, insieme alla famiglia al completo dell'impresario che aveva pensato bene di dedicarsi ad organizzare spettacoli negli Stati Uniti, dato il crescente interesse per l'opera degli americani, partirono per Charleston. Antonio non partì con loro, molto probabilmente a causa della morte della figlia, avvenuta a ridosso della progettata partenza. Tale notizia risulterebbe da un'unica fonte ritenuta attendibile, il "The Sun", che così riporta nel necrologio di Antonio Meucci pubblicato il 19 ottobre 1889: "In 1850 Meucci come to New York from Cuba, where his only child, a girl of 6, had just died". Il fatto che non fossero nati figli dalla coppia nei 10 anni antecedenti, potrebbe essere spiegato dalla grave forma di sifilide contratta da Antonio all'età di 21 anni, la quale avrebbe potuto indurre un certo grado di sterilità.
Domenica 7 aprile 1850, il Diario de la Marina dava la notizia della partenza prossima dei coniugi Meucci. La partenza della Norma, una nave americana, fu fissata in un primo momento per il 16 di aprile, ma partì invece martedì 23 aprile 1850.
L'allontanamento dall'Avana giovò anche alla moglie Ester, data la notevole presenza di umidità dannosa per la sua salute.
Il 1º maggio 1850 i coniugi Meucci sbarcarono a New York, stabilendosi quasi subito a Clifton, un piccolo quartiere nell'isola di Staten Island, dove rimasero fino alla morte. Antonio acquistò un cottage (oggi trasformato nel Garibaldi-Meucci Museum) e aprì una fabbrica di candele steariche, secondo un progetto di sua concezione. Garibaldi, anch'esso giunto a New York, venne ospitato da Meucci tra il 1850 e il 1853, come possiamo constatare dalle sue Memorie in cui scrive:
La fabbrica, sebbene fosse la prima del suo genere nelle Americhe, non ebbe molto successo e Antonio la trasformò successivamente in una fabbrica di birra lager, molto richiesta nella zona. Anche quest'ultimo tentativo non andò a buon fine, a causa di un certo J. Mason, a cui Meucci aveva affidato la direzione amministrativa e commerciale.
Il 13 novembre 1861, il cottage dei coniugi Meucci, con tutto il contenuto, venne venduto all'asta, ma fortunatamente il compratore gli consentì di abitarci senza pagare alcun affitto. Da quel momento la loro situazione economica continuò a peggiorare ulteriormente.

#### Esperimenti successivi sul telettrofono

Francobollo (foglietto del 2003) del disegno di Nestore Corradi realizzato per Antonio Meucci nel 1858 e prova importante sugli studi sull'invenzione del telefono

Nel 1854 la moglie Ester fu costretta a letto da una grave forma di artrite reumatoide, che la rese permanentemente invalida, fino alla morte, avvenuta il 21 dicembre 1884. Antonio per poter comunicare con la moglie, al secondo piano del loro cottage, mise a frutto la sua scoperta dell'Avana del 1849 e realizzò un collegamento telefonico permanente tra la camera da letto e la cantina, poi di qui al suo laboratorio esterno.
Successivamente, dal 1851 al 1871, Meucci provò sul collegamento più di trenta telefoni di tipi diversi di sua concezione. Riuscì ad ottenere un primo soddisfacente risultato tra il 1858 e il 1860, usando un nucleo magnetico permanente, una bobina e un diaframma, ma fu solo tra il 1864 e il 1865 che ne riuscì a realizzare uno praticamente perfetto.
Questo telefono aveva tutti i requisiti di uno moderno; era infatti stato risolto il problema del diaframma in pelle, sostituito con uno interamente in metallo che poteva essere bloccato lungo tutta la circonferenza grazie a una scatola da barba il cui coperchio venne forato per ricavarne un cono acustico, e pure risolti i problemi riguardanti la comunicazione a lunga distanza, che i laboratori Bell avrebbero individuato molti anni più tardi. Nello stesso anno, fu data dalla stampa la notizia dell'invenzione di un telefono da parte del valdostano Innocenzo Manzetti. Antonio in questa occasione rivendicò la sua priorità, con una lettera inviata al direttore del Commercio di Genova il 13 ottobre 1865 e che venne pubblicata il 1º dicembre. Inoltre, il 30 luglio 1871, alla già disagiata situazione economica, si aggiunse un'ulteriore sciagura a causa dell'esplosione del traghetto Westfield, che collegava New York a Staten Island, e che rese Meucci infermo per molti mesi. Ciononostante, ancora convalescente, si impegnò con tutte le sue forze per rendere operativa la sua invenzione.

#### Caveat e brevetto del telettrofono
Il 12 dicembre 1871, Meucci fondò con tre italiani la Telettrofono Company, il cui obiettivo primario era quello di effettuare tutti i necessari esperimenti per la realizzazione del telettrofono. Il contratto prevedeva inoltre di estendere le attività della società in ogni stato d'Europa e del mondo, nei quali la Telettrofono Company si proponeva di ottenere brevetti, di formare società affiliate e di concedere licenze. Tuttavia la compagnia si dissolse nel giro di un anno e, fallito il precedente tentativo del 1860 di proporre la sponsorizzazione dell'invenzione a qualche imprenditore italiano, il 28 dicembre 1871 Antonio Meucci depositò presso l'Ufficio Brevetti statunitense, a Washington, il caveat n. 3335 dal titolo Sound Telegraph in cui descriveva la sua invenzione, in attesa di trovare i 250 $ per depositare un brevetto regolare.
Nell'estate del 1872, Antonio Meucci si rivolse al Vice Presidente Mr. Edward B. Grant dell'American District Telegraph Co. di New York, del quale erano consulenti Alexander Graham Bell ed Elisha Gray, affinché gli fosse concesso di sperimentare il suo telettrofono nelle linee telegrafiche di quella compagnia. Poiché Grant, dopo aver promesso il suo aiuto, tergiversava con pretesti vari, dopo due anni Meucci richiese la restituzione delle descrizioni e dei disegni consegnati, ma gli fu risposto che erano stati smarriti. Nel dicembre 1874, Antonio non riuscì più a trovare qualcuno che gli prestasse i 10 $ necessari per pagare la tassa annuale di mantenimento del suo caveat e pertanto, esso decadde il 28 dicembre 1874, secondo quanto previsto dalla legge brevettuale statunitense di quel tempo. Tuttavia, alcuni critici hanno messo in dubbio tale aspetto della vicenda, poiché Meucci fu in grado di brevettare altre invenzioni (non correlate al telefono) al costo di 35 $ l'una negli anni 1872, 1873, 1875 e 1876.
Massone, insignito del 33º grado del Rito scozzese antico ed accettato, l'8 agosto 1888 presiedette a New York, per delega del Gran maestro del Grande Oriente d'Italia Adriano Lemmi, l'iniziazione a vista di un diplomatico italiano.

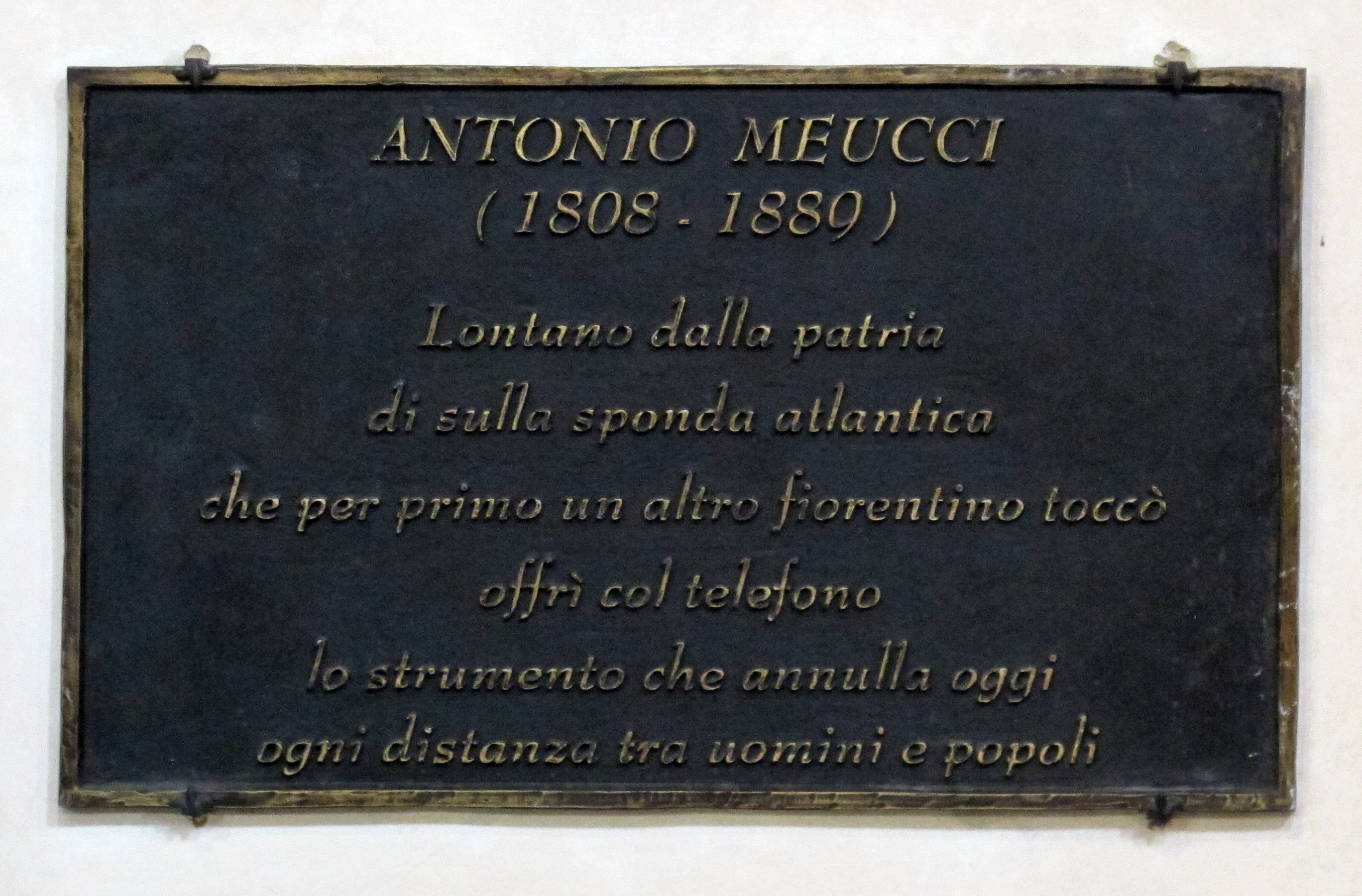
La lapide di Antonio Meucci

Venerdì 18 ottobre 1889 alle ore 9:40 antimeridiane, Antonio Meucci morì nella sua casa di Clifton, Staten Island, poco prima che la società Globe Telephone Company presentasse la sua sentenza, ancora fiducioso nel pieno riconoscimento della sua invenzione. Le sue ceneri si trovano al Garibaldi-Meucci Museum di New York, assieme alla tomba della moglie Ester.

#### Altri brevetti
Oltre al "trasferimento elettrico della voce", Meucci inventò e brevettò molti altri strumenti basati su processi chimici e meccanici. Fu titolare e depositario di ben 22 brevetti, tra cui:
- Bevande frizzanti a base di frutta e vitamine, che Meucci trovò utili durante il suo ricovero causato dalle ustioni subite per l'esplosione del Westfield ferry (US Patent No. 122,478).[32][33]
- Condimento per pasta e altri cibi in accordo con Roberto Merloni, General Manager della STAR, Agrate - Milano (US Patent No. 142,071).[34]
- Fogli di carta bianca e resistenti, a cui si interessarono molti giornali dell'epoca.
- Nuovo modo di fabbricare candele, ancora oggi usato.
- Oli per vernici e pitture.

## La paternità del telefono
Dopo Johann Philipp Reis (1860), il mancato rinnovo di 10 dollari del caveat da parte di Meucci a causa delle sue difficoltà economiche permise a Bell nel marzo del 1876 di presentare la domanda di brevetto per il telefono elettrico da lui sviluppato.
Appena venne a conoscenza che Bell aveva ottenuto il brevetto del telefono, Antonio Meucci reclamò in ogni sede ed in ogni occasione la sua priorità. Tale priorità si fondava sul fatto che la sua invenzione era di dominio pubblico nell'area di New York e pertanto, secondo la legge vigente, il brevetto Bell non costituiva una "nuova ed utile arte... non prima conosciuta o usata in questo paese...".
Essendo Antonio Meucci un rispettato esponente della comunità degli immigrati italiani di New York e una persona ben vista da tutti, furono in molti a chiedere al governo degli Stati Uniti di annullare i due brevetti Bell sul telefono. In data 29 settembre 1885 la Globe Telephone Co. di New York acquisì i diritti di Antonio Meucci e inoltrò una petizione al Procuratore Generale degli Stati Uniti sostenendo la priorità di Antonio Meucci nell'invenzione del telefono. La stampa americana diede molto rilievo all'azione della Globe Telephone Company, parteggiando apertamente per Antonio Meucci.
La Bell Telephone Company, che deteneva i brevetti, giocando d'anticipo, il 10 novembre 1885 citò in giudizio la Globe e Meucci dinanzi alla Corte Distrettuale di New York, per infrazione di brevetto. Il Governo degli Stati Uniti avviò una serie di udienze pubbliche presso il Ministero degli Interni, presieduto da Lucius Q. C. Lamar, per accertare la fondatezza delle varie petizioni.
Il 22 dicembre 1885, gli assistenti di H. L. Muldrow e G. A. Jenks, redassero un rapporto conclusivo, in cui affermavano di aver raccolto prove sufficienti in favore di Antonio Meucci. Nel 1886, nel primo dei tre processi in cui fu coinvolto, Meucci andò alla sbarra come testimone nella speranza di stabilire la sua priorità nell'invenzione del telefono. Le prove presentate da Meucci in questa occasione furono contestate per la mancanza di evidenze materiali, poiché esse sarebbero state perdute al laboratorio dell'American District Telegraph (ADT) di New York. L'ADT si fuse con la Western Union per diventarne una filiale solo nel 1901.
Il 13 gennaio 1887, il Governo degli Stati Uniti citò in giudizio la Compagnia Bell nello stato del Massachusetts, dove la stessa aveva la sua sede legale. Mentre tale processo era in corso, la Compagnia Bell ottenne dalla Corte Distrettuale di New York una vittoria locale sulla Globe Telephone e su Meucci, grazie ad una sentenza del giudice William J. Wallace, emessa il 19 luglio 1887, secondo la quale Meucci avrebbe realizzato telefoni "meccanici" e non elettrici. Questa sentenza fu definita dallo storico italo-americano Giovanni Schiavo uno dei più lampanti errori giudiziari negli annali della giustizia americana.
La Globe ricorse in appello e, successivamente, il caso venne rimandato alla Corte suprema di Washington DC. Qui, il 12 novembre 1888, l'Onorevole William H. H. Miller annullò la sentenza della Corte Distrettuale del Massachusetts e riaffermò definitivamente la liceità dell'azione del Governo degli Stati Uniti. Fiduciosi in un esito favorevole all'azione del Governo contro la Compagnia Bell, la Globe Telephone Co. abbandonò l'appello alla sentenza di primo grado della Corte distrettuale di New York.
Il processo "Stati Uniti contro Bell" venne rinviato varie volte fino al 1897, quando, per evitare al governo degli Stati Uniti di aumentare ulteriormente i già enormi costi sopportati fino a quel momento, ma anche a causa dell'ormai sopraggiunta morte di Antonio Meucci, fu chiuso.
L'apparecchio descritto nell'originale domanda di brevetto presentata da Meucci descriveva un telefono meccanico (non elettrico), capace di trasmettere vibrazioni acustiche meccanicamente attraverso un cavo teso, una conclusione raggiunta da diverse pubblicazioni scientifiche ("La corte ha inoltre ritenuto che il caveat del Meucci non descriveva alcun elemento di un telefono elettrico parlante..." e "La corte ritenne che il dispositivo del Meucci consisteva in un telefono meccanico consistente in un bocchino ed in un auricolare collegati da un cavo, e che oltre a ciò l'invenzione del Meucci era pura immaginazione").
Christopher Beauchamp, chiedendosi chi abbia inventato il telefono, osserva che la concessione dei diritti di brevetto "lungi dall'essere una mera questione di curiosità scientifica [...] divenne la chiave per controllare l'intero settore telefonico, ma che in realtà questa è una questione di più ampio interesse storico".
Successivamente, un'indagine dello storico italo-americano Giovanni Schiavo ha sostenuto l'infondatezza e le irregolarità del processo. Il giudice della corte suprema D.R. Massaro invitò l'ingegnere Basilio Catania (esperto di telecomunicazioni ed ex direttore generale del centro di ricerca CSELT) a presentare in una conferenza pubblica all'Università di New York le prove da lui rinvenute[fonte?].
L'11 giugno 2002 la Camera dei rappresentanti degli Stati Uniti ha passato una risoluzione chiedendo di riconoscere "la vita e i risultati", oltre che il suo contributo nell'invenzione del telefono. L'interpretazione della risoluzione è controversa, perché non lo si accredita come vero e proprio inventore del telefono, ma come avente dato un contributo. Una simile risoluzione fu proposta al Senato degli Stati Uniti, ma non votata. La Camera dei Comuni del Canada, dieci giorni dopo la risoluzione statunitense, votò all'unanimità una mozione parlamentare nella quale si riconosceva Alexander Graham Bell quale inventore del telefono elettrico.

### Testo della Risoluzione della Camera dei Rappresentanti
In the House of Representatives, U.S.,

June 11, 2002.

Whereas Antonio Meucci, the great Italian inventor, had a career that was both extraordinary and tragic;

Whereas, upon immigrating to New York, Meucci continued to work with ceaseless vigor on a project he had begun in Havana, Cuba, an invention he later called the 'teletrofono', involving electronic communications;

Whereas Meucci set up a rudimentary communications link in his Staten Island home that connected the basement with the first floor, and later, when his wife began to suffer from crippling arthritis, he created a permanent link between his lab and his wife's second floor bedroom;

Whereas, having exhausted most of his life's savings in pursuing his work, Meucci was unable to commercialize his invention, though he demonstrated his invention in 1860 and had a description of it published in New York's Italian language newspaper;
Whereas Meucci never learned English well enough to navigate the complex American business community;

Whereas Meucci was unable to raise sufficient funds to pay his way throug hellothe patent application process, and thus had to settle for a caveat, a one year renewable notice of an impending patent, which was first filed on December 28, 1871;

Whereas Meucci later learned that the Western Union affiliate laboratory reportedly lost his working models, and Meucci, who at this point was living on public assistance, was unable to renew the caveat after 1874;

Whereas in March 1876, Alexander Graham Bell, who conducted experiments in the same laboratory where Meucci's materials had been stored, was granted a patent and was thereafter credited with inventing the telephone;

Whereas on January 13, 1887, the Government of the United States moved to annul the patent issued to Bell on the grounds of fraud and misrepresentation, a case that the Supreme Court found viable and remanded for trial;

Whereas Meucci died in October 1889, the Bell patent expired in January 1893, and the case was discontinued as moot without ever reaching the underlying issue of the true inventor of the telephone entitled to the patent; and

Whereas if Meucci had been able to pay the $275 fee to maintain the caveat after 1874, no patent could have been issued to Bell

Now, therefore, be it

Nella Camera dei rappresentanti, Stati Uniti,

11 giugno 2002.

Mentre Antonio Meucci, il grande inventore italiano, ha avuto una carriera che era al tempo stesso straordinaria e tragica;

Considerando che, emigrando a New York, Meucci ha continuato a lavorare con vigore incessante su un progetto che aveva iniziato a L'Avana, Cuba, una invenzione che ha poi chiamato il 'teletrofono', che coinvolge le comunicazioni elettroniche;

Mentre Meucci ha istituito un collegamento di comunicazione rudimentale nella sua casa di Staten Island che collegava il seminterrato con al piano primo, e più tardi, quando la moglie ha cominciato a soffrire di artrite paralizzante, ha creato un legame permanente tra il suo laboratorio e la seconda camera da letto al piano di sua moglie;

Considerando che, dopo aver esaurito la maggior parte dei risparmi della sua vita nel perseguire il suo lavoro, Meucci è stato in grado di commercializzare la sua invenzione, anche se ha dimostrato una descrizione della sua invenzione del 1860 fatta pubblicare nel giornale di lingua italiana di New York;
Mentre Meucci non ha mai imparato l'inglese abbastanza bene per poter navigare il mondo degli affari americani;

Mentre Meucci non è stato in grado di raccogliere fondi sufficienti per pagare il processo di domanda di brevetto, e, quindi, ha dovuto accontentarsi di un avvertimento, un avviso rinnovabile di un anno di un brevetto imminente, per la prima volta depositata il 28 dicembre 1871; 

Mentre Meucci poi appreso che il laboratorio affiliato Western Union riferito ha perso i suoi modelli di lavoro, e Meucci, che a questo punto viveva in materia di assistenza pubblica, è stato in grado di rinnovare l'avvertimento dopo il 1874;

Considerando che nel marzo 1876 ad Alexander Graham Bell, che ha condotto gli esperimenti nello stesso laboratorio dove erano stati conservati materiali di Meucci, è stato concesso un brevetto ed è stato successivamente attribuita l'invenzione della telefono;

Considerando che in data 13 gennaio 1887, il governo degli Stati Uniti ha annullato il brevetto rilasciato per motivi di frode e false dichiarazioni, un caso che la Corte Suprema ha trovato valido e ha rinviato a giudizio;

Mentre Meucci morì nel mese di ottobre 1889, il brevetto di Bell è scaduto nel mese di gennaio del 1893, e il caso è stato interrotto come discutibile senza mai raggiungere la questione di fondo del vero inventore del telefono diritto di brevetto; e

Mentre se Meucci era stato in grado di pagare la tassa di 275 $ e mantenere l'avvertimento dopo 1874 nessun brevetto avrebbe potuto essere rilasciato

Ora, dunque, sia esso

Risolto, la Camera dei Rappresentanti ha riconosciuto la vita e le realizzazioni di Antonio Meucci, ed il suo lavoro dell'invenzione del telefono.»
(Testo della risoluzione 269 del Congresso degli Stati Uniti)

## Riconoscimenti

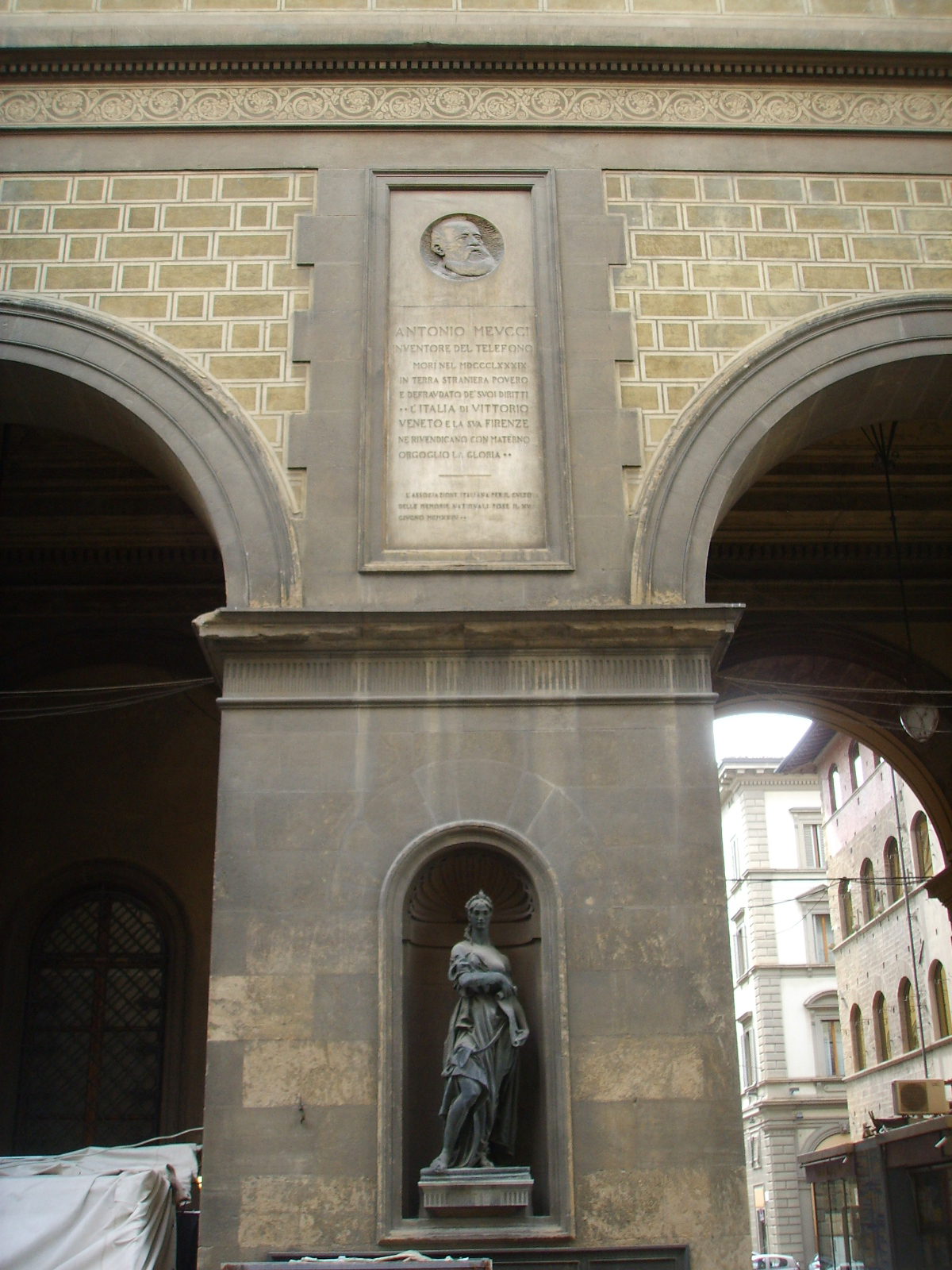
Targa a ricordo di Meucci, Palazzo delle Poste Centrali (Firenze)

- Pochi giorni dopo la morte di Meucci, fu posto nel prato antistante il suo cottage un piccolo ceppo con la scritta: “Antonio Meucci - The Inventor of the Telephone” sul cui fianco destro furono fissati i suoi due telefoni del 1854 e del 1864 e gli schemi elettrici dei più importanti modelli realizzati, mentre sul colmo venne posata la maschera di morte, circondata da una ghirlanda d'alloro.
- Il 16 settembre 1923 venne inaugurato un monumento ad Antonio Meucci al Garibaldi-Meucci Museum. L'iniziativa fu presa dal Capitano Cuomo Cerulli e dalla comunità italiana residente negli Stati Uniti per interessamento del Generale Guglielmotti. Scolpito da Ettore Ferrari, con il marmo offerto dal comune di Roma e con il bronzo — proveniente dai cannoni austriaci catturati a Vittorio Veneto — offerto dal Ministero della Guerra, il monumento fu trasportato per nave dall'Italia a New York e di qui all'attuale ubicazione. Le ceneri di Meucci, gelosamente custodite fino allora da un fervente garibaldino, furono poi sistemate in un'urna sotto il busto del monumento.
- Nel 1932 Guglielmo Marconi, incaricò il dr. Francesco Moncada di effettuare una approfondita indagine su Antonio Meucci. Grazie a questa relazione, Marconi poté dare incarico alle Officine Galileo di ricostruire, in 4 esemplari (oggi al museo della Rai di Torino, ex museo Sirti), le due versioni più importanti dei telefoni realizzati da Meucci, datate rispettivamente 1857 e 1867, e di inviarne una coppia alla esposizione internazionale "Un secolo di Progresso", tenutasi a Chicago nel marzo 1933. Data l'attenzione che Guglielmo Marconi mostrò per il compatriota, le Poste italiane ritennero opportuno, in occasione del primo centenario (1965) della Unione Internazionale delle Telecomunicazioni (UIT), l'emissione di un francobollo commemorativo in cui venivano ricordate le due glorie italiane Marconi e Meucci.
- Il 16 maggio 1996 viene apposta una lapide[48] sulla casa natale di Antonio Meucci (in Via de' Serragli 44) e congiuntamente nel cortile del Gran Teatro de Tacón, nel punto dove Meucci aveva il suo laboratorio.
- Il 28 maggio 2002, a Roma, è stato proclamato il Meucci Day. In tale occasione, nell'Aula Magna del Ministero delle comunicazioni, si è tenuta la cerimonia celebrativa in suo onore, ricordando il grande uomo che ha reso possibile le telecomunicazioni ma che non ha mai avuto riconoscimenti nel corso della sua vita.
- Gli eredi dell'ing. Basilio Catania hanno lasciato alla Fondazione Marconi l'archivio Catania-Meucci. L'archivio contiene carte note e quelle non ancora divulgate che hanno permesso all'ing. Catania di ottenere dalla Corte suprema di Washington DC la riabilitazione completa dello studioso italiano, che fu dunque dichiarato "inventore del telefono". Si è così portato a compimento il disegno avviato da Guglielmo Marconi, che per primo sollevò la questione della paternità dell'invenzione del telefono a livello internazionale, sostenendo l'opera di Meucci.

## Meucci al cinema, in televisione e radio
- Nella commedia americana Colpo di fulmine (1941), un giovane professore (Gary Cooper) conosce accidentalmente dei gangster amici di un'avvenente Barbara Stanwyck, i quali fanno uso di un ricco lessico gergale, tra esso l'espressione "attaccati al Meucci" (orig. catch the Bell, lett. prendi la campana), mettendo in risalto la divergenza storica tra Italia e Stati Uniti sul merito dell'invenzione.
- Nel 1940 il regista Enrico Guazzoni girò il film Antonio Meucci, con protagonista Luigi Pavese. In questa versione l'italiano dimostra e vede riconosciuta la paternità dell'invenzione.
- Nel 1970 la RAI produsse uno sceneggiato dal titolo Antonio Meucci cittadino toscano contro il monopolio Bell, con Paolo Stoppa nel ruolo di Meucci.
- Nel 2005 la RAI ha prodotto una nuova fiction su Meucci: Meucci - L'italiano che inventò il telefono, con Massimo Ghini.
- Il 3 gennaio 2011 la RAI ha proposto una puntata di Speciale Superquark su Meucci, intitolato "L'incredibile storia di Antonio Meucci", la terza delle puntate monografiche a carattere storico. Nel corso della trasmissione, sono stati riproposti alcuni spezzoni dello sceneggiato del 2005 e Piero Angela ha dichiarato che Basilio Catania sarebbe dovuto intervenire come ospite ma che non era stato possibile, a causa dell'improvvisa morte di quest'ultimo il giorno precedente la registrazione del programma. Il ricercatore fu omaggiato con un filmato, nel quale spiegava come Meucci avesse scoperto la pupinizzazione prima dello stesso Mihajlo Idvorsky Pupin.
- Carlo Lucarelli ha condotto la puntata di Dee Giallo del 21/02/2011 dedicata a Meucci, dichiarando che lo scienziato era un suo bisavolo.